# Arīs Lykogiannīs
Arīs Lykogiannīs (in greco Άρης Λυκογιάννης?; Atene, 10 aprile 1969) è un allenatore di pallacanestro greco.